# Кизак (Упоровский район)
Кизак — посёлок в Упоровском районе Тюменской области России. Входит в состав Видоновского сельского поселения.

## География
Посёлок находится на юго-западе Тюменской области, в пределах юго-западной части Западно-Сибирской низменности, в лесостепной зоне. Расположен на левом берегу реки Кизак (от башкирского – «сухой навоз», вода имеет цвет навоза). Расстояние до с. Емуртла 13 км, с. Упорово 37 км, г. Заводоуковска 82 км (через Горюново 61 км), г. Тюмени176 км (через Горюново155 км). 

### Климат
Климат континентальный с холодной продолжительной зимой и тёплым относительно коротким летом. Средняя температура воздуха самого холодного месяца (января) — −18,7 °C (абсолютный минимум — −47,3 °C); самого тёплого месяца (июля) — 18 °C (абсолютный максимум — 38,4 °С). Безморозный период длится в среднем 111 дней. Среднегодовое количество атмосферных осадков составляет 181—469 мм, из которых 70 % выпадает в тёплый период. Продолжительность залегания снежного покрова составляет в среднем 164 дня.

### Часовой пояс
Посёлок Кизак, как и вся Тюменская область, находится в часовой зоне МСК+2. Смещение применяемого времени относительно UTC составляет +5:00.

## История
В переписи 1749 года Кизака нет. Основан как слобода Кизакская в 1759 году из переселенцев Белозерской, Беляковской,  Емуртлинской, Суерской и Краснослободского острога. Вновь заведенная слобода Кизакская упоминается в метрической книге Николаевской церкви в 1759 г. 
- В 1795 году образована Кизакская волость с административным центром Кизакская слобода. В волость в 1795 году входили 23 деревни, в 1816 году - 21, 1834 – 22, 1858 - 22, 1897 – 18, 1912 году – 15 деревень. [3]
- В селе Кизак в 1865 году открылась одноклассное сельское начальное училище Министерства Внутренних дел в собственном доме. [5]
- По сведениям Скалозуба Н.Л. в 1894 году в Кизакской волости:  выделывают бочки, кади, лагушки и туясья до 500 штук в год; в д. Масальской 2 маслобойни, вырабатывающие масла до 550 пуд; два мясника в с. Верхнеманайском продают мясо до 900 пудов, сала сырца до 230 пудов и кож до 150 штук. [6].
- В 1912 году в селе Кизак были: церковь, библиотека и читальня, школа, хлебозапасной магазин, 3 торговых лавки, ветряная мельница, водяная мельница, 2 маслодельни, кузница, 3 пожарных охраны, земская станция. [7]
- В 1919 году образован Кизакский сельский совет в Кизакской волости Ялуторовского уезда. [8]
- В 1949 году открылась семилетняя школа. В ноябре 1970 года Кизакская 8-летняя школа переведена в Масали во вновь построенное современное здание. [3]

## Церковь
Первая церковь в слободе Кизакской построена в 1759 году во имя Николая Чудотворца, 9 мая 1840 года церковь сгорела. 20 июля 1841 года заложена вторая деревянная церковь на каменном фундаменте и освящена 10.02.1845 года. Престолов в ней два во имя Богоявления Господня и Святителя Николая Чудотворца. Третья каменная церковь на месте сгоревшей второй церкви во имя Иоанна Святителя Николая Чудотворца заложена 14 сентября 1864 г. окончательно устроена 1868 и освящена 5 декабря 1868 г. При приходе имелись три министерских училища: в Кизаке, Масали и Видоновой. 
В 1930-е годы церковь закрыли, здание использовалось для хранения минеральных удобрений. В начале 2000-х годов начался процесс восстановления церкви. 16 июня 2015 года Митрополит Тобольский и Тюменский при стечении огромного количества верующих совершил чин Великого освящения храма. 

## Население
| 1762 | 1782 | 1834 | 1858 | 1897 | 1926 | 1989. | 2002 | 2010 | 2021 |
| 298  | 342  | 407  | 479  | 489  | 501  | 178   | 203  | 199  | 180  |

| 2010 |
| ---- |
| 199  |

## Инфраструктура
В посёлке 2 улицы: Кизакская и Шоссейная. В поселке находится ФАП.

## Достопримечательности
В поселке находятся Никольская церковь, Памятник погибших в ВОВ

## Галерея

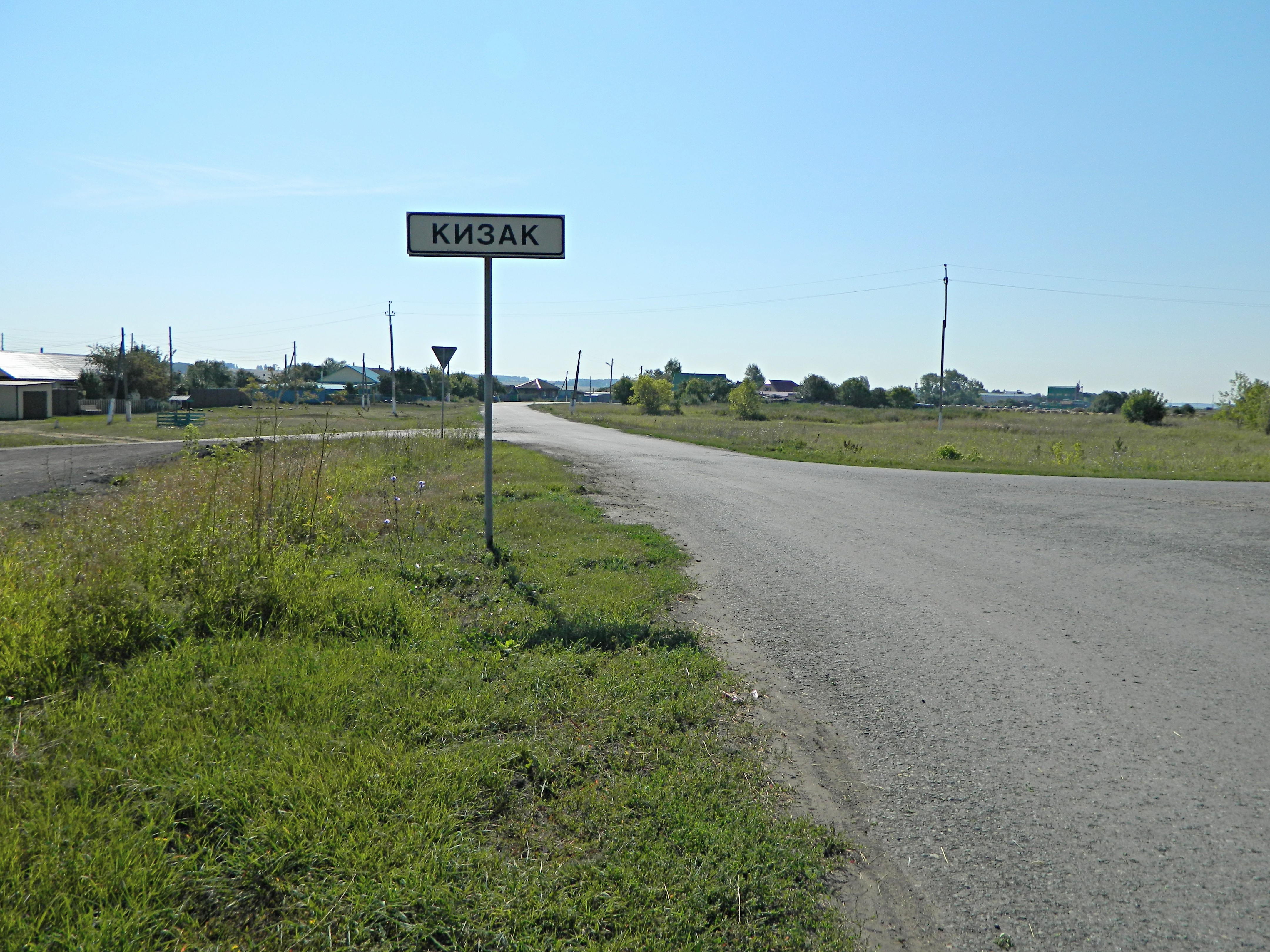
Въезд в Кизак
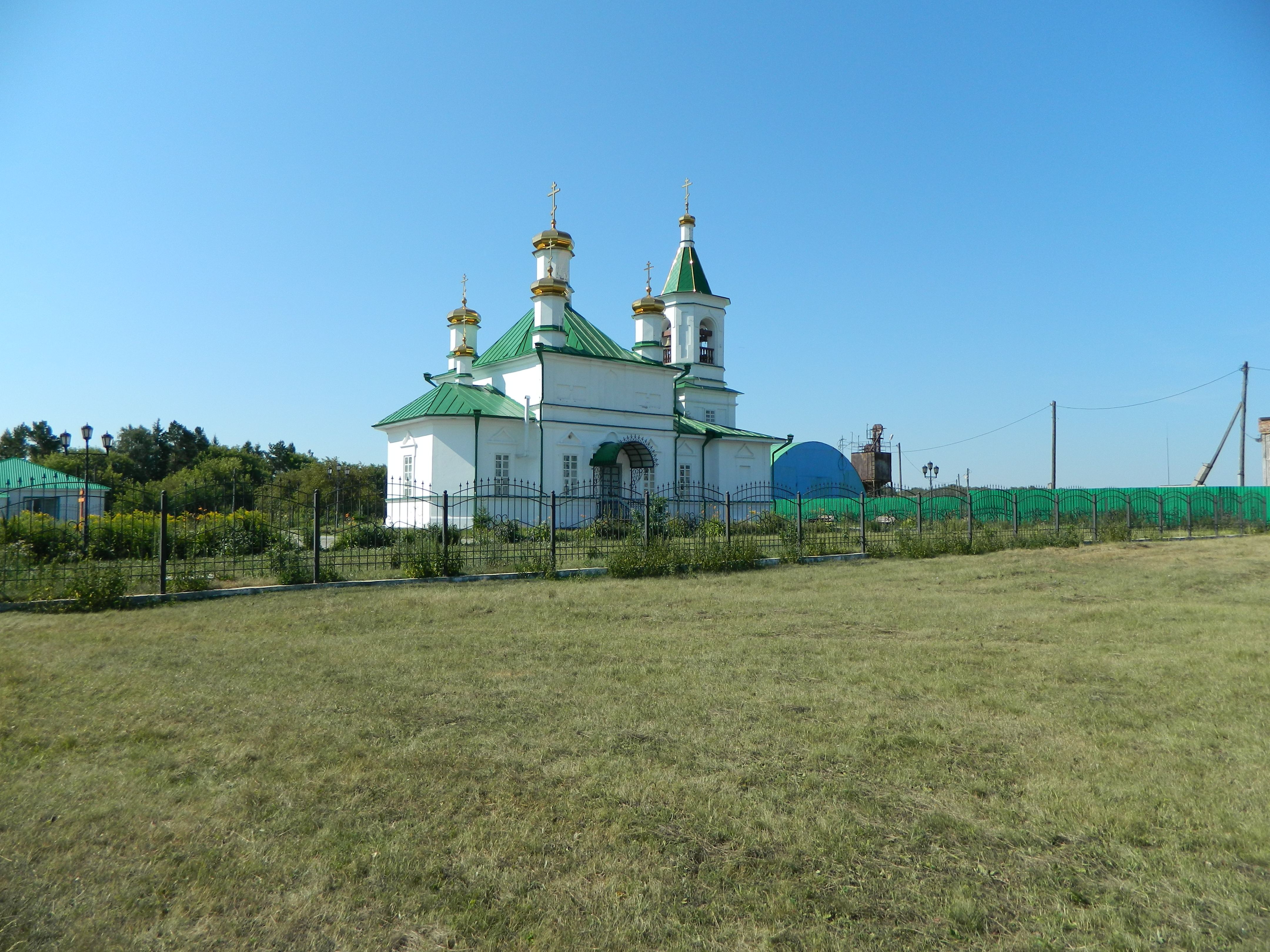
Церковь
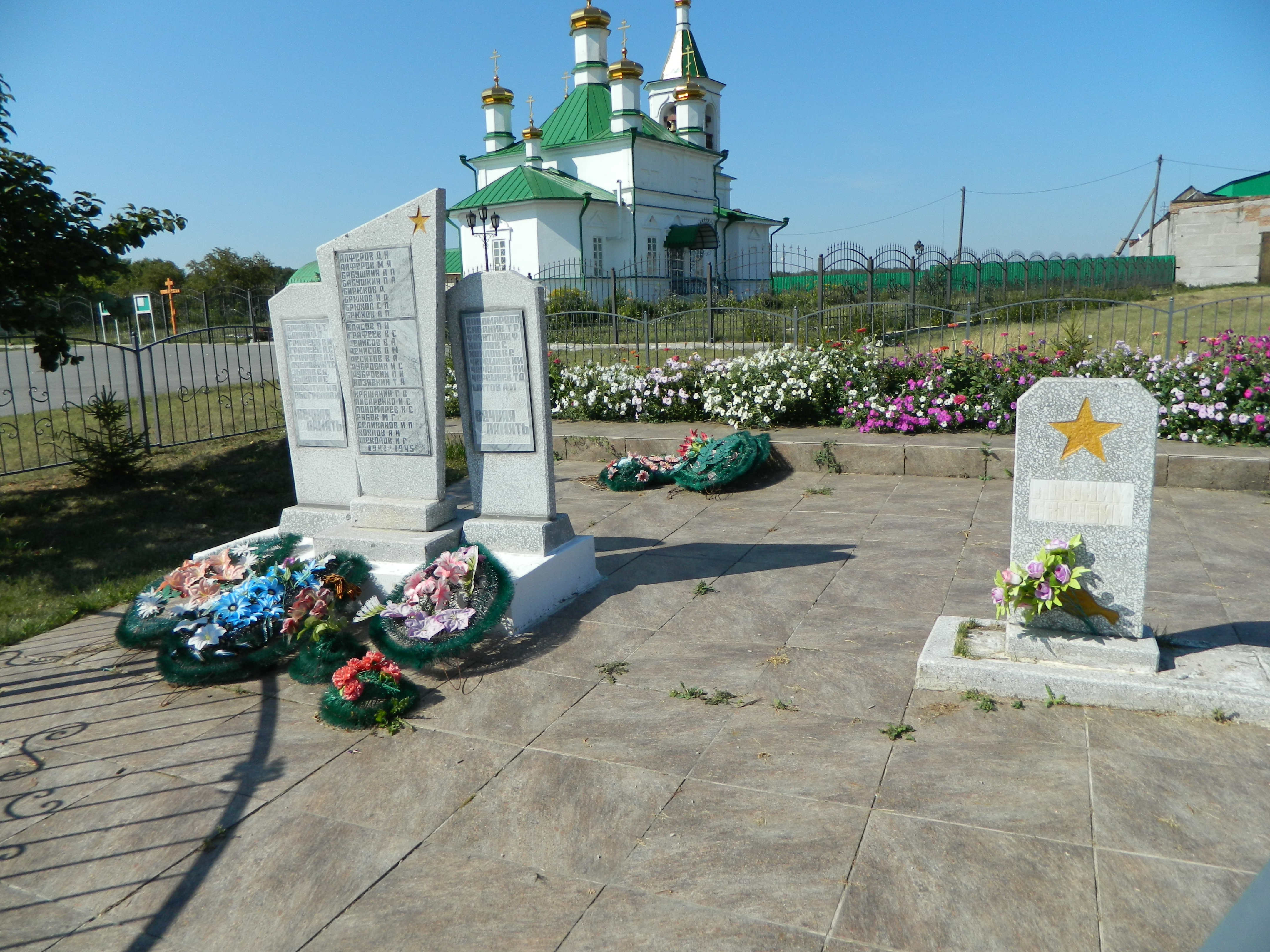
Памятник участникам Великой Отечественной войны
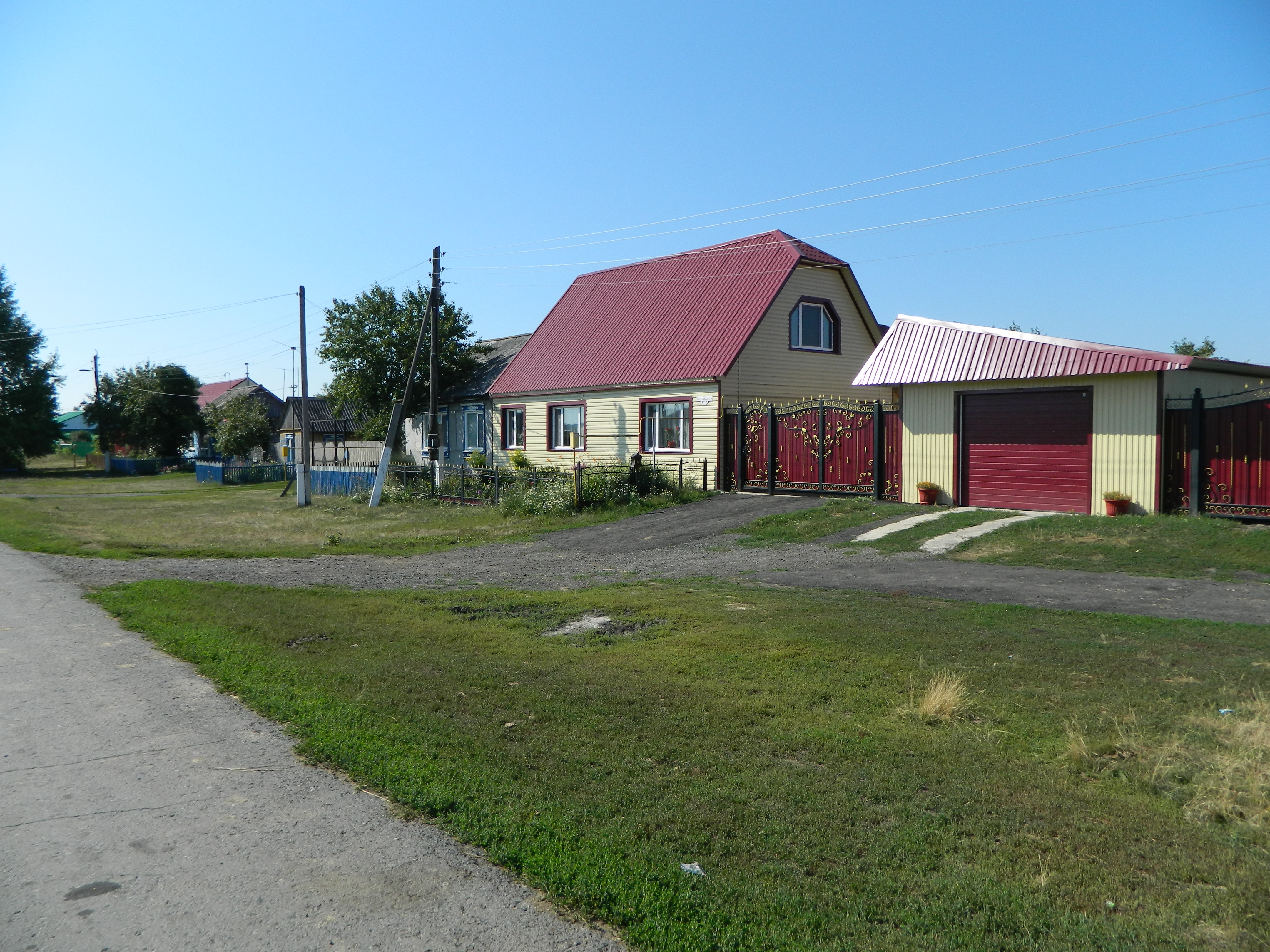
Посёлок Кизак
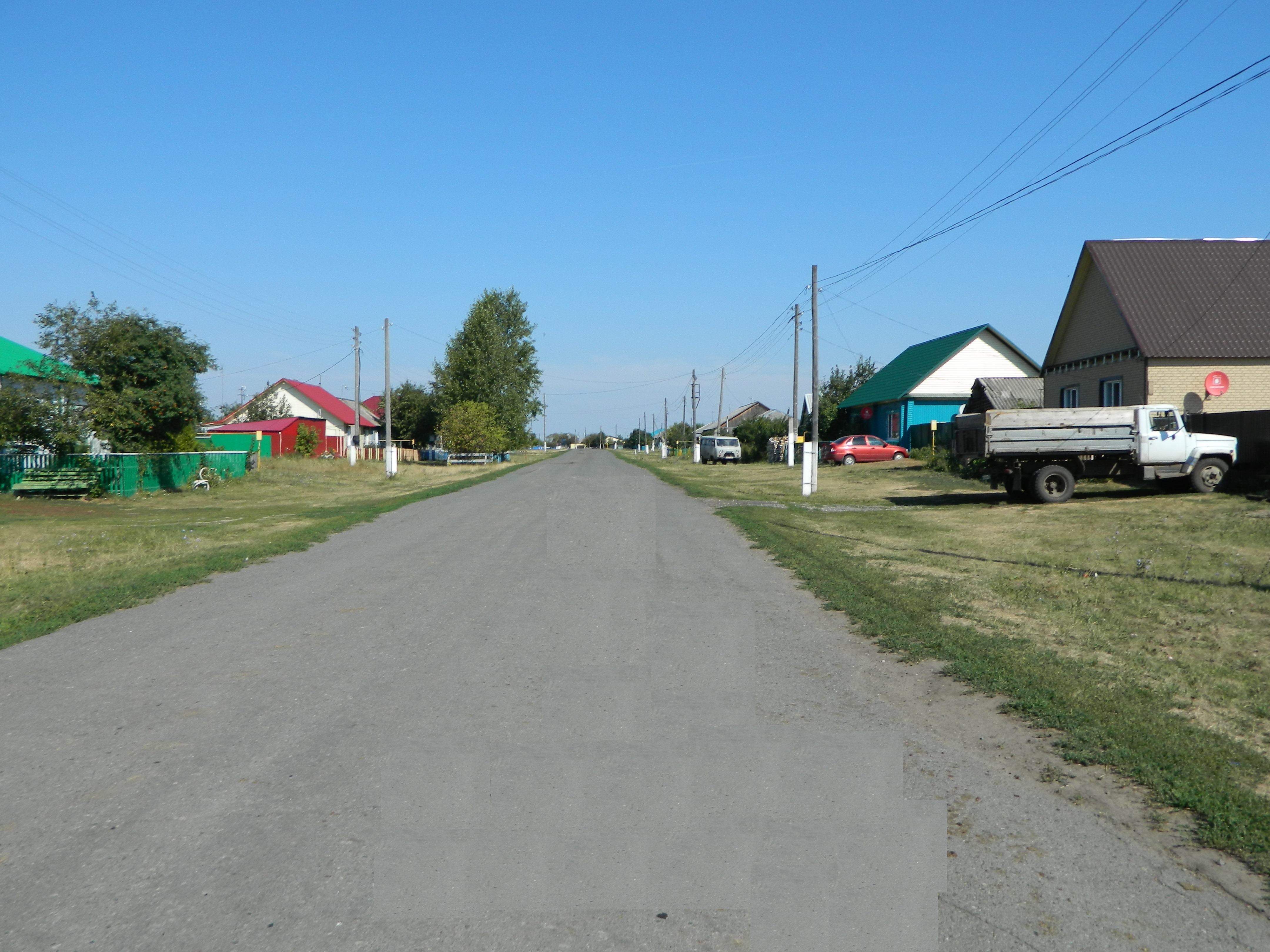
Посёлок Кизак
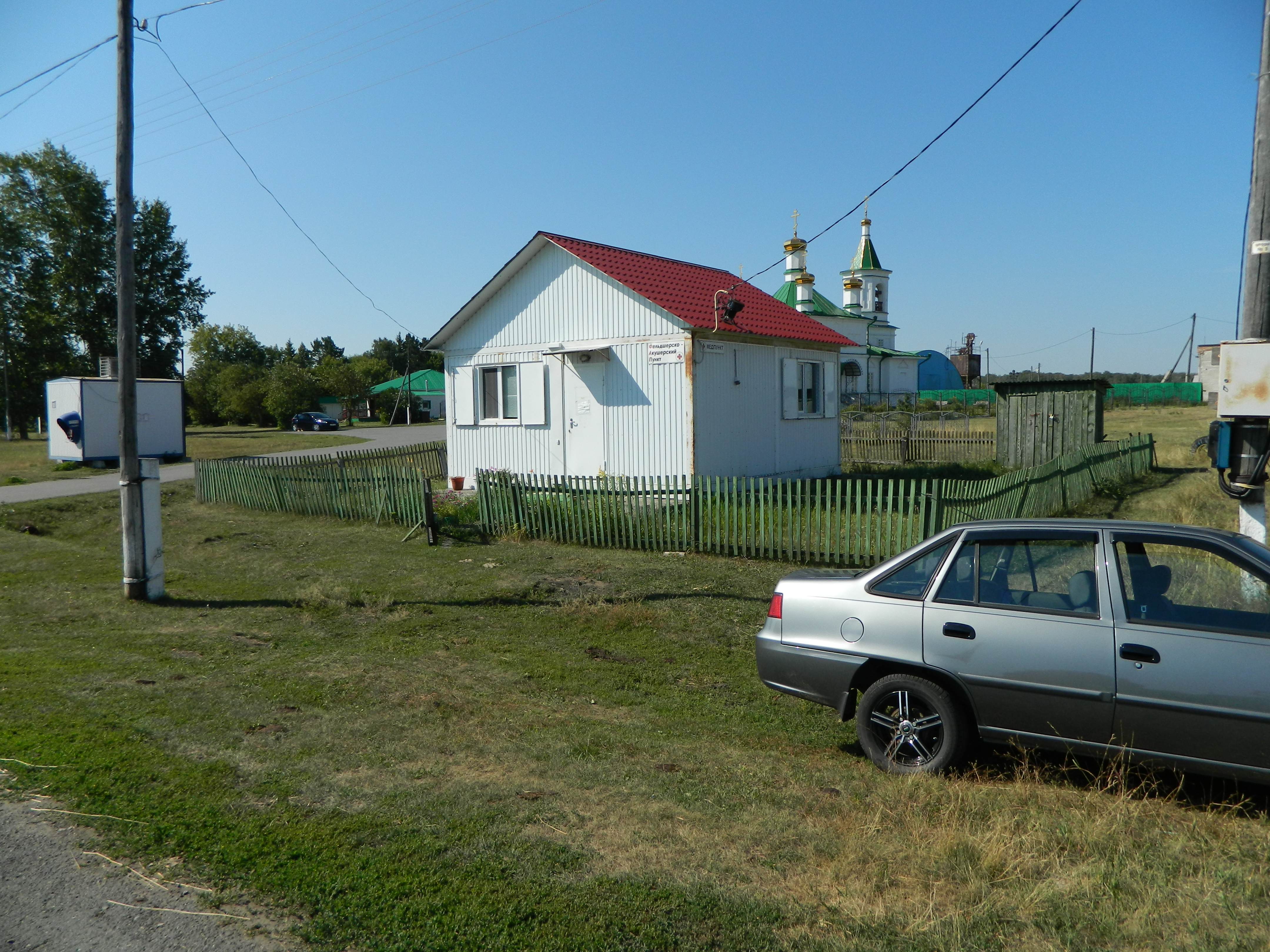
Фельдшерско-акушерский пункт.
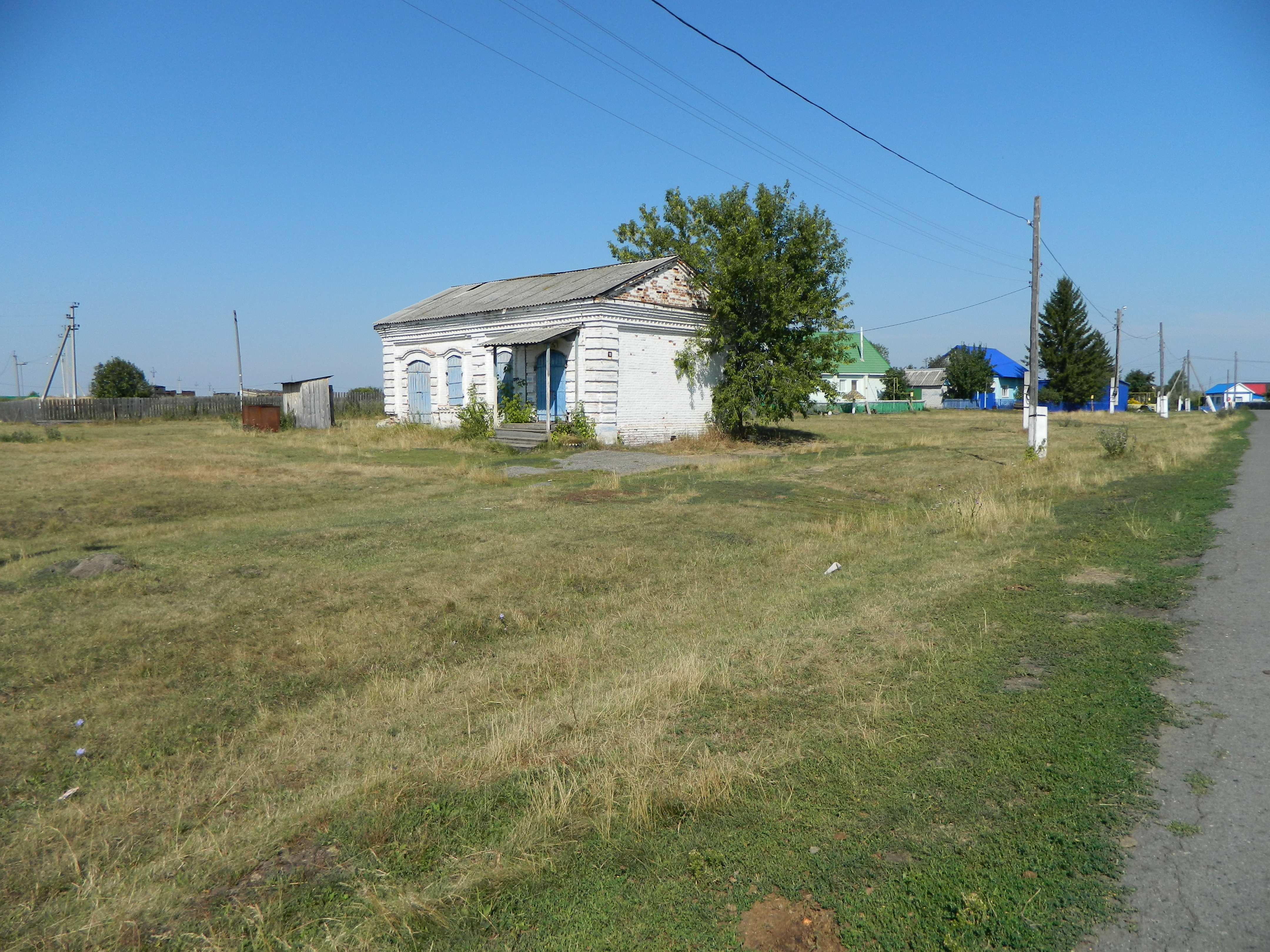
Посёлок Кизак
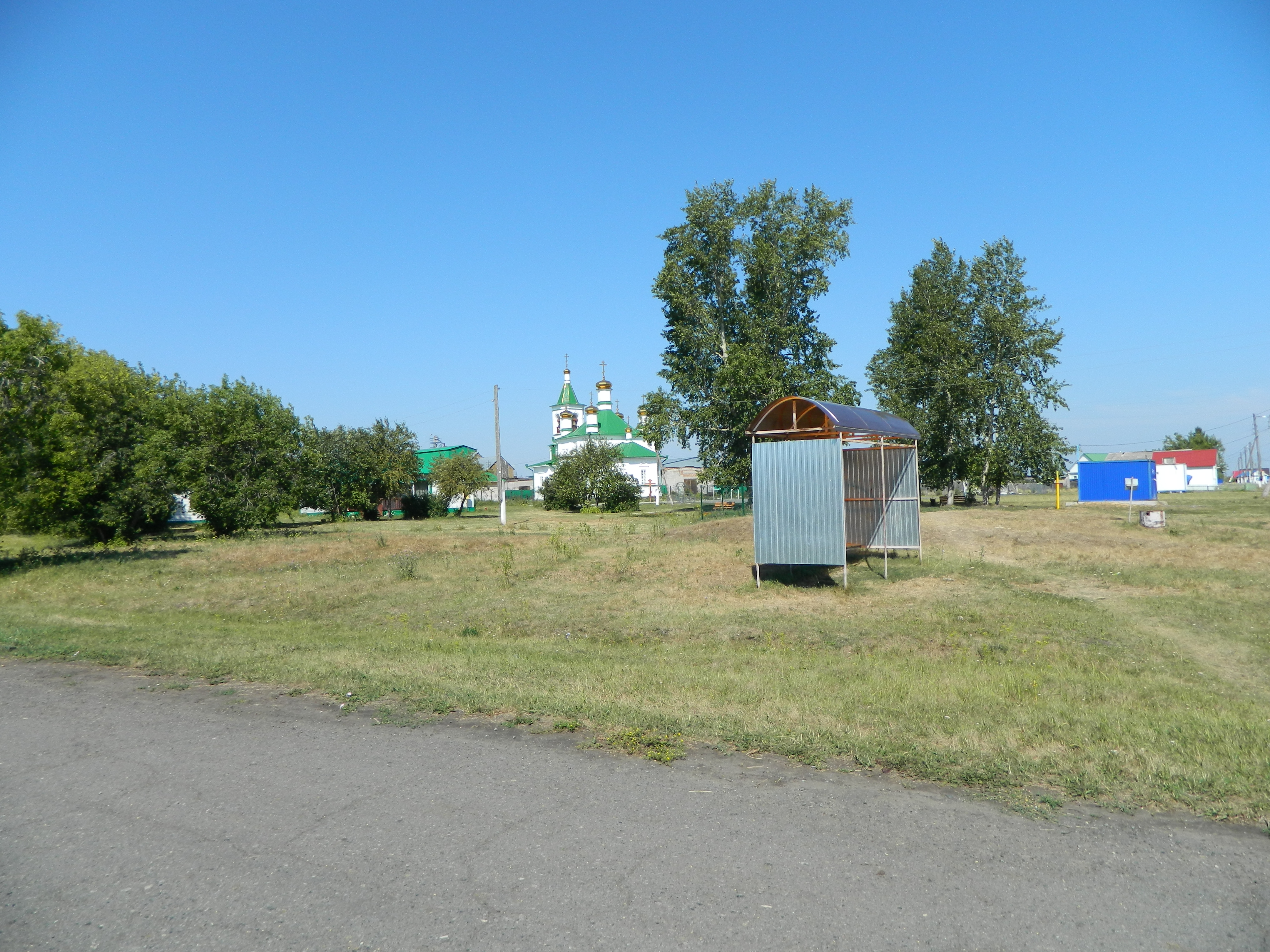
Посёлок Кизак